# 駐退機
駐退機（ちゅうたいき）は、大砲を発射した際に生じる反動（recoil）を砲身のみを後座させることによって軽減するための装置である。通常、後座した砲身を元の位置に戻す復座機と一体化して駐退復座機として用いられる。

## 概要
大砲を発射した際には、砲弾の発射という「作用」に対しての砲身の後退という「反作用」が生じる。反作用を支えねばならない側にとっては、反作用の力が短時間にすべて伝えられればそれは激烈に感じられるが、駐退機を利用して反作用が伝わる時間を長く引き延ばせれば支えることが容易になる。火砲は発射プラットフォームとして多様な移動体に載せられることが多く、また照準器などは本質的に衝撃に弱いので、発射時の衝撃が減ればそういった周辺の機械装置類への悪影響も緩和される。砲架も含めた支持基盤の軽量化が期待できる。
もうひとつ重要なのは、発射の際に大砲が後退することによって、再度の照準調整、大砲が後退する場所の確保といった問題が生じる。駐退機を利用すれば砲身のみが後退し、また元に戻るので、照準調整のやり直しは不要となる。また大砲の設置の際に、後退する場合を考慮する必要が無くなる。

## 歴史

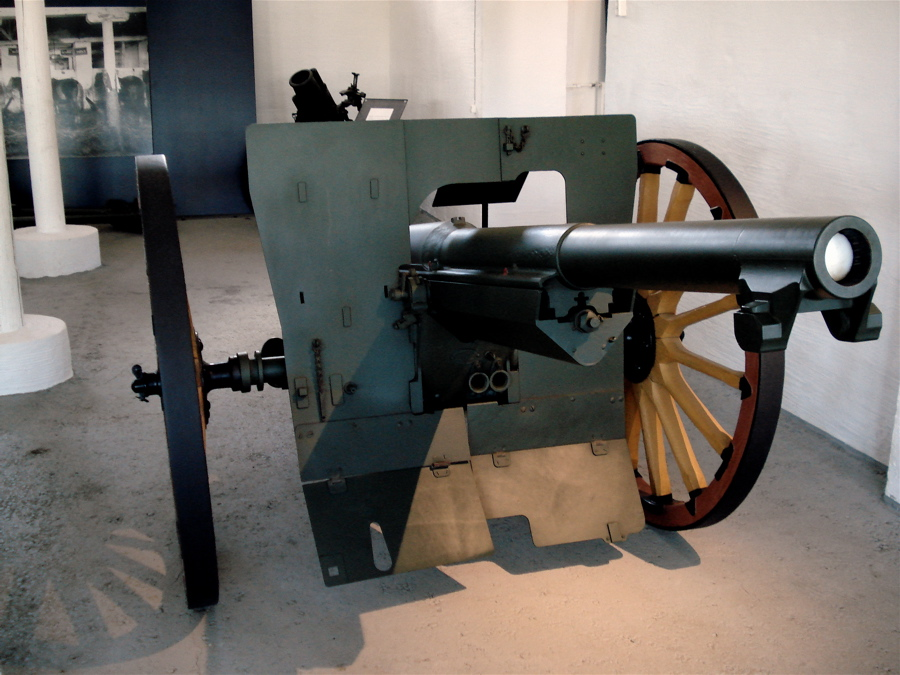
M1897 75mm野砲: 砲身を支える駐退機の前部が確認できる

駐退機が発明される以前の大砲は、発射する度に砲架も含めて砲全体が反動で大きく後退してしまう為、その度に元の位置に戻して再度照準を合わせてから射撃を行う必要があった。結果として、射撃精度は低く、射撃速度も遅かった。また帆船時代での艦載砲では、発砲する度に狭い船内を砲が後退するのをロープで繋ぎ止めてはいたが依然として危険であった。要塞などに設置される特に大型の砲においては、下り坂になったレールの前端（最低位置）に砲を据えて発砲し、砲がレール上を後退する（＝斜面を上る）事で反動を吸収させ、かつ後退し終わった砲が自然に元の位置に戻るように設計した場合もあった。
この対策として1840年代あたりからばね式の装置を用いて、砲身のみをある程度の距離を後退させながら反動を押さえる駐退機が開発されるようになった。中でも1897年にフランスが制式採用したM1897 75mm野砲は世界で初めて液気圧式駐退復座機を搭載し、現代の火砲ではこれが最も一般的な形式である。この結果、大砲の射撃速度が劇的に上昇し、速射砲と呼ばれる火砲が登場することになる。

## 構造
現在主流の液気圧式の構造を主に述べる。

### 駐退機
砲身は揺架と呼ばれるレールに設置されており、砲身と揺架は駐退復座機を介して繋がっている。発砲時に砲身が受けた反動はロッドを介してピストンを動かす。ピストンに圧された作動油はシリンダーに開けられた漏孔と呼ばれる細い穴を通じてのみ排出されるため、その流動抵抗によって砲身の後退はゆっくりしたものとなる。

### 復座機
復座機側のシリンダーは筒状の圧力タンクであり、駐退機とは作動油の流路を介して繋がっている。復座機のシリンダー内には不活性ガスが充填されており、砲身の後座に伴って作動油が流入すればガスが空気ばねとして働くことになる。砲身が停止したあと、それまで圧縮されていたガスは作動油を駐退機のシリンダーへと押し戻し、作動油の抵抗によって砲身がゆっくりと復座する。
発射時に砲身が受けた後方への衝撃的な力が、時間を引き延ばした形でゆっくり地面に伝えられるとともに、作動油が漏孔を通るときの摩擦熱や圧縮ガスの発熱などに変換されて減衰することになる。
駐退用の緩和材料に、上述の通り初期にはばねを用いたがM1897 75mm野砲において液体が用いられた。液体にはグリセリン、オレオナフタなどが用いられる。

## 後座長
砲身が駐退に伴って揺架上を押し出されることを後座と呼び、押し出される長さが後座長である。一般に後座長が長ければ長いほど、単位時間当たりの後座抗力も小さくなり衝撃も緩和される。反面で後座長が長いと、大射角での射撃時に砲尾が地面に接触してしまうため、地面を開削するか、大射角時の後座長を制限するための変換装置を設ける必要がある。例としては三八式野砲の後座長は1.2mであった。
駐退機の能力が下がると後座長が通常よりも伸びるようになり、これが限度を超えると砲架を破損させるなどの事故につながる。そのため金尺やスイッチなどを用いて、後座長が正常かどうかを適宜測定する必要がある。

## 銃
上記の大砲に組み込まれる物ほど大がかりな装置ではなく駐退機と呼ぶこともしないが、脚などのマウント部分やストック後部にばねを仕込む等、反動の影響を抑える目的の仕組みが一部のライフルや機関銃で採用されている。また、自動火器一般では射撃のつど、実包の発生するエネルギーをもとに遊底などの部品が動くことになるがこの際、自動式でない火器と比べて射手や固定脚への反動の伝達が遅延される。副次的な効果ではあるが、射撃の結果に影響を与える事もある。

## 具体例
- 自衛隊の主力戦車の主砲の駐退復座装置の構成の例を記す。61式戦車は砲身の左右に1本ずつの駐退復座装置（油圧バネ式）を持つ復筒方式、74式戦車は砲身の周りが駐退復座装置（油圧バネ式）となっている同芯方式、90式戦車および10式戦車は砲身の周りに2本の駐退装置（油圧式）と1本の複座装置（油気圧バネ式）を持つ復筒方式、となっている。